# 4075 Sviridov
4075 Sviridov (1982 TL1) là một tiểu hành tinh vành đai chính được phát hiện ngày 14 tháng 10 năm 1982 bởi L. G. Karachkina ở Nauchnyj. Nó được đặt tên cho nhà sáng tác Georgy Sviridov.